# Campionato mondiale di hockey su prato 2014
L'edizione del 2014 della Coppa del Mondo di hockey maschile è stata la 13a rassegna mondiale del torneo di hockey su prato e si è tenuta dal 31 maggio al 15 giugno 2014 nell'allora Kyocera Stadion, oggi ri-denominato "Cars Jeans Stadion", a L'Aia nei Paesi Bassi, contemporaneamente al torneo femminile.
Si è trattata della terza edizione dei mondiali di hockey che ha visto l'Olanda come paese ospitante, dopo quelle del 1973 e del 1998.
I detentori australiani del titolo del 2010 hanno vinto nuovamente la competizione - terza volta assoluta - dopo aver sconfitto i padroni di casa dell'Olanda per 6-1 nella finale. L'Argentina ha conquistato la terza piazza, battendo l'Inghilterra per 2-0, ottenendo in tal modo la prima medaglia nella rassegna iridata.

## Candidatura
Il paese ospitante è stato annunciato l'11 novembre 2010 durante il Congresso della Federazione Internazionale di Hockey a Montreux, in Svizzera, dopo che erano state avanzate candidature sia dall'Aia che da Londra.

## Qualificazioni
Tutte le squadre che hanno vinto la rassegna continentale di riferimento in una delle cinque confederazioni e la nazione ospitante si sono qualificate automaticamente al campionato del mondo. A queste si sono aggiunte le sei squadre non ancora qualificate, che hanno raggiunto le Semifinali della FIH Hockey World League nel 2012-13.
Le dodici squadre che hanno partecipato ai campionati del mondo sono di seguito riportate, con la loro posizione in classifica prima del torneo:
| Data                        | Evento                                         | Luogo                    | Squadra qualificata                                |
| --------------------------- | ---------------------------------------------- | ------------------------ | -------------------------------------------------- |
| 11 novembre 2010            | Paese ospitante                                | Paesi Bassi              | Paesi Bassi (3)                                    |
| 13-23 giugno 2013           | Semifinali della Hockey World League (2012-13) | Rotterdam, Paesi Bassi   | Belgio (5) Nuova Zelanda (6) Spagna (10) India (8) |
| 29 giugno-7 luglio 2013     | Semifinali della Hockey World League (2012-13) | Johor Bahru, Malaysia    | Inghilterra (4) Malaysia (13)                      |
| 10-17 agosto 2013           | Coppa Panamericana                             | Brampton, Canada         | Argentina (11)                                     |
| 17-25 agosto 2013           | Campionato europeo                             | Boom, Belgio             | Germania (2)                                       |
| 24 agosto-1º settembre 2013 | Campionato asiatico                            | Ipoh, Malaysia           | Corea del Sud (7)                                  |
| 28 ottobre-3 novembre 2013  | Coppa d'Oceania                                | Startford, Nuova Zelanda | Australia (1)                                      |
| 18-23 novembre 2013         | Campionato africano                            | Nairobi, Kenya           | Sudafrica (12)                                     |

## Arbitri
- Christian Blasch
- Marcin Grochal
- Hamish Jamson
- Adam Kearns
- Kim Hong-lae
- Martin Madden
- Germán Montes de Oca
- Tim Pullman
- Raghu Prasad

- Javed Shaikh
- Gary Simmonds
- Nathan Stagno
- Simon Taylor
- Roel van Eert
- Paco Vázquez
- Roderick Wijsmuller
- John Wright

## Formula
12 squadre sono inizialmente state inserite in due gironi composti da sei (6) squadre ciascuno, in cui ogni squadra ha affrontato le altre appartenenti allo stesso girone. Le prime due di ogni gruppo si sono qualificate alle semifinali del torneo a eliminazione diretta, in cui le due vincenti hanno avuto accedesso alla finalissima per la medaglia d'oro, mentre le due perdenti hanno disputato la finale 3º-4º posto che assegna la medaglia di bronzo.

## Risultati

### Fase preliminare
Le migliori due squadre di ogni gruppo passano alle semifinali.
|  | Qualificate alle semifinali |
|  | Eliminate                   |

#### Gruppo A
| Squadra     | Pt | PG | V | P | S | GF | GS | Diff.za |
| ----------- | -- | -- | - | - | - | -- | -- | ------- |
| Australia   | 15 | 5  | 5 | 0 | 0 | 19 | 1  | 18      |
| Inghilterra | 10 | 5  | 3 | 1 | 1 | 8  | 9  | −1      |
| Belgio      | 9  | 5  | 3 | 0 | 2 | 17 | 12 | 5       |
| Spagna      | 5  | 5  | 1 | 2 | 2 | 9  | 12 | −3      |
| India       | 4  | 5  | 1 | 1 | 3 | 7  | 12 | −5      |
| Malaysia    | 0  | 5  | 0 | 0 | 5 | 6  | 20 | −14     |

#### Partite Gruppo A
| Arbitro: | Roel van Eert Kim Hong-lae |

|                                              |           |  |
| Turner 25’ Ockenden 50’ Dwyer 52’ Turner 54’ | Marcatori |  |

| Arbitro: | John Wright Nathan Stagno |

|                                       |           |                          |
| van Aubel 34’ Gougnard 56’ Dohmen 70’ | Marcatori | M. Singh 45’ A.Singh 50’ |

| Arbitro: | Christian Blasch Gary Simmonds |

|            |           |           |
| Brogdon 6’ | Marcatori | Tubau 37’ |

| Arbitro: | Simon Taylor Marcin Grochal |

|                                  |           |  |
| Deavin 2’ Knowles 10’ Govers 33’ | Marcatori |  |

| Arbitro: | Martin Madden Germán Montes de Oca |

|                                   |           |          |
| Gleghorne 27’ Douglas Mantell 70’ | Marcatori | D. Singh |

| Arbitro: | Gary Simmonds Roderick Wijsmuller |

|                    |           |                                                           |
| Razie 5’ Razie 15’ | Marcatori | Boon 14’ Boon 23’ Boon 31’ Cosyns 37’ Boon 45’ Dohmen 56’ |

| Arbitro: | John Wright Kim Hong-lae |

|  |           |                          |
|  | Marcatori | Gleghorne 4’ Jackson 67’ |

| Arbitro: | Christian Blasch Germán Montes de Oca |

|             |           |                                     |
| Dockier 46’ | Marcatori | Ciriello 7’ Whetton 9’ Ockenden 36’ |

| Arbitro: | Roel van Eert Simon Taylor |

|              |           |          |
| P. Singh 28’ | Marcatori | Ruiz 34’ |

| Arbitro: | Christian Blasch Germán Montes de Oca |

|                      |           |                                                                   |
| Tubau 58’ Freixa 66’ | Marcatori | Cosyns 13’ De Saedeleer 16’ Stockbroekx 34’ Cosyns 38’ Dohmen 47’ |

| Arbitro: | Roderick Wijsmuller Simon Taylor |

|                                           |           |                      |
| Singh Kular 14’ A. Singh 49’ A. Singh 51’ | Marcatori | Razie 46’ Marhan 61’ |

| Arbitro: | Gary Simmonds Roel van Eert |

|  |           |                                                          |
|  | Marcatori | Gohdes 1’ de Young 13’ Dwyer 29’ Govers 35’ Zalewski 38’ |

| Arbitro: | John Wright Roderick Wijsmuller |

|                                                 |           |  |
| Govers 3’ Ciriello 16’ Hayward 20’ Ciriello 22’ | Marcatori |  |

| Arbitro: | Adam Kearns Kim Hong-lae |

|                                                           |           |             |
| Dabanch 13’ Sallés 33’ Freixa 37’ Dabanch 46’ Enrique 69’ | Marcatori | Ahmad Fitri |

| Arbitro: | Christian Blasch Simon Taylor |

|                       |           |                                   |
| Briels 16’ Cosyns 63’ | Marcatori | Catlin 19’ Jackson 39’ Lewers 66’ |

#### Gruppo B
| Squadra       | Pt | PG | V | P | S | GF | GS | Diff.za |
| ------------- | -- | -- | - | - | - | -- | -- | ------- |
| Paesi Bassi   | 13 | 5  | 4 | 1 | 0 | 14 | 4  | 10      |
| Argentina     | 12 | 5  | 4 | 0 | 1 | 15 | 5  | 10      |
| Germania      | 9  | 5  | 3 | 0 | 2 | 15 | 6  | 9       |
| Nuova Zelanda | 7  | 5  | 2 | 1 | 2 | 12 | 10 | 2       |
| Corea del Sud | 1  | 5  | 0 | 1 | 4 | 3  | 15 | −12     |
| Sudafrica     | 1  | 5  | 0 | 1 | 4 | 2  | 21 | −19     |

#### Partite Gruppo B
| Arbitro: | Tim Pullman Raghu Prasad |

|                                                   |           |  |
| Zeller 27’ Stralkowski 35’ Grambusch 56’ Korn 59’ | Marcatori |  |

| Arbitro: | Hamish Jamson Adam Kearns |

|                                          |           |             |
| Verga 26’ van der Weerden 40’ Hofman 50’ | Marcatori | Peillat 33’ |

| Arbitro: | Javed Shaikh Paco Vázquez |

|                             |           |               |
| Edwards 1’ Ross Burrows 69’ | Marcatori | Seong-kyu 64’ |

| Arbitro: | Nathan Stagno Paco Vázquez |

|  |           |                                                                    |
|  | Marcatori | Child 4’ A. Hayward 15’ A. Hayward 17’ McAleese 52’ A. Hayward 54’ |

| Arbitro: | Hamish Jamson Tim Pullman |

|  |           |            |
|  | Marcatori | Brunet 31’ |

| Arbitro: | Martin Madden Raghu Prasad |

|                               |           |             |
| Hertzberger 21’ Kemperman 69’ | Marcatori | Hyun-woo 5’ |

| Arbitro: | Martin Madden Marcin Grochal |

|             |           |                                     |
| Jenness 49’ | Marcatori | Peillat 44’ Peillat 51’ Peillat 63’ |

| L'Aia 6 giugno 2014, ore 16:00 UTC+2 Incontro 17 | Corea del Sud            | 0 – 0 referto | Sudafrica | GreenFields Stadium\| Arbitro: \| Javed Shaikh Adam Kearns \| |
| Arbitro:                                         | Javed Shaikh Adam Kearns |               |           |                                                               |

| Arbitro: | Nathan Stagno John Wright |

|  |           |                 |
|  | Marcatori | Hertzberger 19’ |

| Arbitro: | Marcin Grochal Hamish Jamson |

|                                              |           |                                                      |
| A. Hayward 34’ A. Hayward 67’ A. Hayward 70’ | Marcatori | Fuchs 2’ Zwicker 31’ Zeller 35’ Zwicker 40’ Fürk 57’ |

| Arbitro: | Tim Pullman Martin Madden |

|  |           |                                                              |
|  | Marcatori | Peillat 4’ Peillat 7’ Vila 12’ Peillat 20’ Schickendantz 54’ |

| Arbitro: | Paco Vázquez Javed Shaikh |

|               |           |                                                                                       |
| Reid-Ross 62’ | Marcatori | van Ass 4’ Verga 10’ Hertzberger 23’ Kemperman 33’ Kemperman 38’ Bakker 41’ Baart 66’ |

| Arbitro: | Marcin Grochal Paco Vázquez |

|                                                      |           |         |
| Menini 20’ Peillat 25’ Vila 49’ Peillat 61’ Vila 63’ | Marcatori | Panther |

| Arbitro: | Nathan Stagno Adam Kearns |

|                                                               |           |              |
| Wesley 19’ Fürk 22’ Zwicker 32’ Fuchs 60’ Korn 65’ Zeller 70’ | Marcatori | Hyun-woo 51’ |

| Arbitro: | Hamish Jamson Gary Simmonds |

|           |           |          |
| Child 63’ | Marcatori | Verga 8’ |

### Classifica dal quinto al dodicesimo posto

#### Undicesimo e dodicesimo posto
| Arbitro: | Javed Shaikh Roderick Wijsmuller |

|                        |           |                                                                                  |
| Firhan 26’ Shahrun 70’ | Marcatori | Reid-Ross 43’ Reid-Ross 45’ Reid-Ross 48’ Norris-Jones 50’ Smith 64’ de Voux 69’ |

#### Nono e decimo
| Arbitro: | Adam Kearns Roel van Eert |

|                                       |           |  |
| A. Singh 6’ R. Singh 42’ A. Singh 50’ | Marcatori |  |

#### Settimo e ottavo
| Arbitro: | Tim Pullman Kim Hong-lae |

|                     |                |                             |
| Lleonart            | Marcatori      | Russell                     |
| Freixa Alegre Oliva | Shootout 1 – 4 | Inglis Hilton Edwards Child |

#### Quinto e sesto
| Arbitro: | Germán Montes de Oca Paco Vázquez |

|                                               |           |                      |
| Boon 25’ Cosyns 40’ van Aubel 59’ Dockier 65’ | Marcatori | Zeller 18’ Fuchs 56’ |

### Fase a eliminazione diretta

#### Tabellone
|  | Semifinali  | Semifinali  | Semifinali  |             |           | Finale          | Finale          | Finale          |  |
|  |             |             |             |             |           |                 |                 |                 |  |
|  | Australia   | Australia   | 5           |             |           |                 |                 |                 |  |
|  | Australia   | Australia   | 5           |             |           |                 |                 |                 |  |
|  | Argentina   | Argentina   | 1           |             |           |                 |                 |                 |  |
|  | Argentina   | Argentina   | 1           |             | Australia | Australia       | 6               |                 |  |
|  |             |             |             |             | Australia | Australia       | 6               |                 |  |
|  |             |             | Paesi Bassi | Paesi Bassi | 1         |                 |                 |                 |  |
|  | Paesi Bassi | Paesi Bassi | Paesi Bassi | Paesi Bassi | 1         | 1               |                 |                 |  |
|  | Paesi Bassi | Paesi Bassi |             |             |           | 1               |                 |                 |  |
|  | Inghilterra | Inghilterra | 0           |             |           | Finale 3º posto | Finale 3º posto | Finale 3º posto |  |
|  | Inghilterra | Inghilterra | 0           |             |           |                 |                 |                 |  |
|  |             |             |             |             |           |                 |                 |                 |  |
|  |             |             |             |             |           | Argentina       | Argentina       | 2               |  |
|  |             |             |             |             |           | Argentina       | Argentina       | 2               |  |
|  |             |             |             |             |           | Inghilterra     | Inghilterra     | 0               |  |

#### Semifinali
| Arbitro: | Christian Blasch Simon Taylor |

|                     |           |  |
| van der Weerden 31’ | Marcatori |  |

| Arbitro: | Hamish Jamson Gary Simmonds |

|                                                            |           |             |
| Govers 4’ Hayward 22’ Whetton 33’ Ciriello 49’ Hayward 55’ | Marcatori | Peillat 58’ |

#### Finale per il terzo posto
| Arbitro: | Marcin Grochal Martin Madden |

|  |           |                         |
|  | Marcatori | Paredes 55’ Paredes 56’ |

#### Finale
| Arbitro: | John Wright Nathan Stagno |

|                 |           |                                                                        |
| Hertzberger 14’ | Marcatori | Ciriello 20’ Govers 24’ Turner 37’ Ciriello 47’ Ciriello 53’ Dwyer 64’ |

| Campione del mondo di Hockey su prato del 2014 |
| ---------------------------------------------- |
| Australia 3º titolo                            |

## Squadra vincitrice
| Giocatore       | Status    |
| --------------- | --------- |
| Jamie Dwyer     | Giocatore |
| Liam De Young   | Giocatore |
| Simon Orchard   | Giocatore |
| Glenn Turner    | Giocatore |
| Chris Ciriello  | Giocatore |
| Robert Hammond  | Giocatore |
| Mark Knowles    | Capitano  |
| Eddie Ockenden  | Giocatore |
| Jacob Whetton   | Giocatore |
| Matt Gohdes     | Giocatore |
| Aran Zalewski   | Giocatore |
| Timothy Deavin  | Giocatore |
| Matthew Swann   | Giocatore |
| Tyler Lovell    | Portiere  |
| Kieran Govers   | Giocatore |
| Andrew Charter  | Portiere  |
| Fergus Kavanagh | Giocatore |
| Jeremy Hayward  | Giocatore |

## Statistiche

### Classifica finale
| Classifica | Nazionale     |
| ---------- | ------------- |
| Oro        | Australia     |
| Argento    | Paesi Bassi   |
| Bronzo     | Argentina     |
| 4          | Inghilterra   |
| 5          | Belgio        |
| 6          | Germania      |
| 7          | Nuova Zelanda |
| 8          | Spagna        |
| 9          | India         |
| 10         | Corea del Sud |
| 11         | Sudafrica     |
| 12         | Malaysia      |

### Classifica marcatori
| Giocatore                  | Nazionale     | Reti |
| -------------------------- | ------------- | ---- |
| Gonzalo Peillat            | Argentina     | 10   |
| Chris Ciriello             | Australia     | 7    |
| Andrew Hayward             | Nuova Zelanda | 6    |
| Kieran Govers              | Australia     | 5    |
| Akashdeep Singh            | India         | 5    |
| Tom Boon                   | Belgio        | 5    |
| Tanguy Cosyns              | Belgio        | 5    |
| Justin Reid-Ross           | Sudafrica     | 4    |
| Jeroen Hertzberger         | Paesi Bassi   | 4    |
| Christopher Zeller         | Germania      | 4    |
| Robbert Kemperman          | Paesi Bassi   | 3    |
| Florian Fuchs              | Germania      | 3    |
| John-John Dohmen           | Belgio        | 3    |
| Glenn Turner               | Australia     | 3    |
| Lucas Martín Vila          | Argentina     | 3    |
| Jeremy Hayward             | Australia     | 3    |
| Martin Zwicker             | Germania      | 3    |
| Muhammad Razie Abdul Rahim | Malaysia      | 3    |
| Jamie Dwyer                | Australia     | 3    |
| Valentin Verga             | Paesi Bassi   | 3    |
|                            |               |      |

Fonte.

## Premi individuali
| Capocannoniere  | Miglior giocatore | Miglior goal      | Miglior portiere | Miglior giovane |
| --------------- | ----------------- | ----------------- | ---------------- | --------------- |
| Gonzalo Peillat | Mark Knowles      | Sébastien Dockier | Jaap Stockmann   | Jeremy Hayward  |